# 福尔克曼斯多夫
福尔克曼斯多夫是德国图林根州的一个市镇。总面积9.29平方公里，总人口268人，其中男性137人，女性131人（2011年12月31日），人口密度29人/平方公里。